# Yurtec仙台體育場
Yurtec仙台體育場（日语：ユアテックスタジアム仙台）, 原名為仙台體育場是位於日本宮城縣仙台市泉區七北田公園內的一座體育場，建於1997年，目前作為日職球隊仙台維加泰及日本足球聯賽球隊仙台索尼的主場，體育場專門為足球而設計。
2006年，總部位於仙台市的電力建設公司Yurtec（日语：ユアテック）獲得體育場的冠名權，自2006年起改以「Yurtec仙台體育場」的名稱。

## 圖集

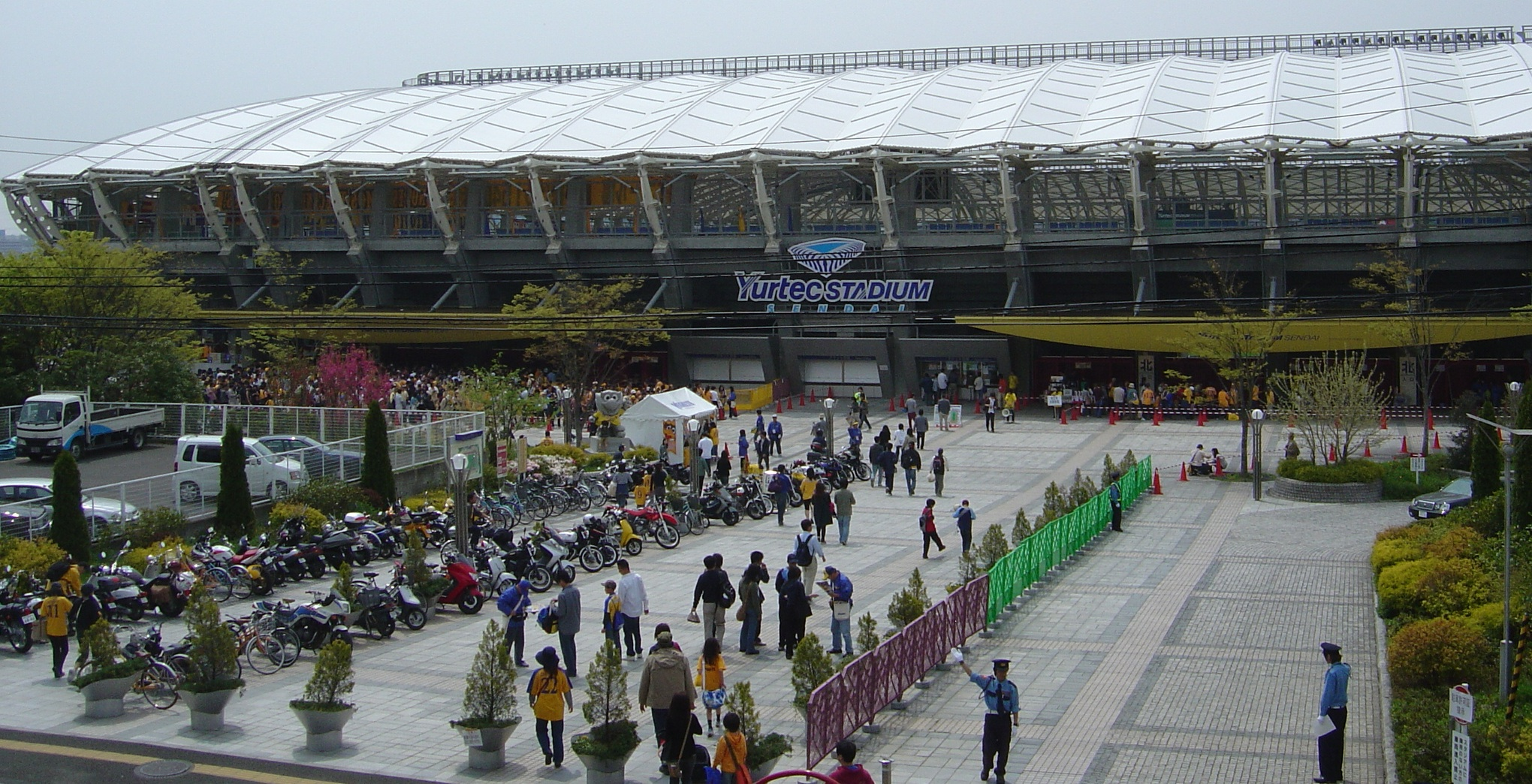
仙台市地下鐵南北線泉中央站側北口附近（2006年5月）
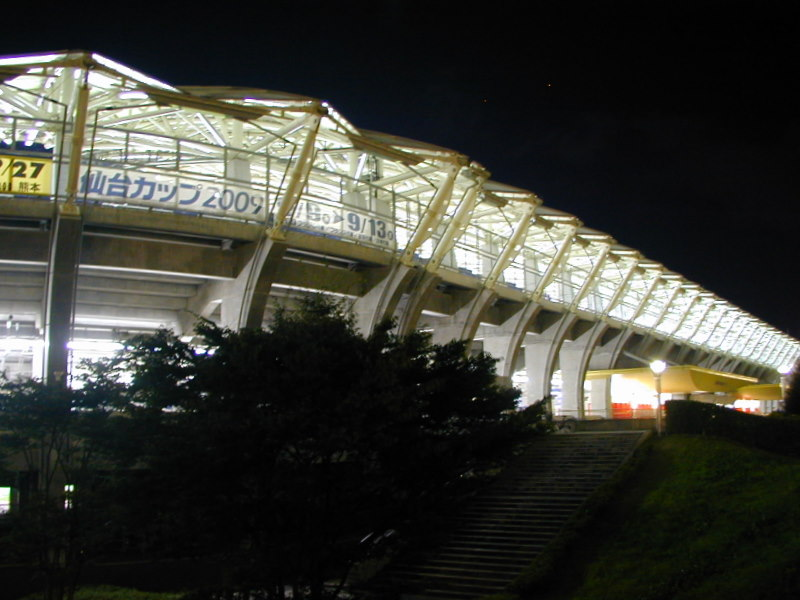
仙台市地下鐵南北線八乙女站東口附近（2009年仙台盃））
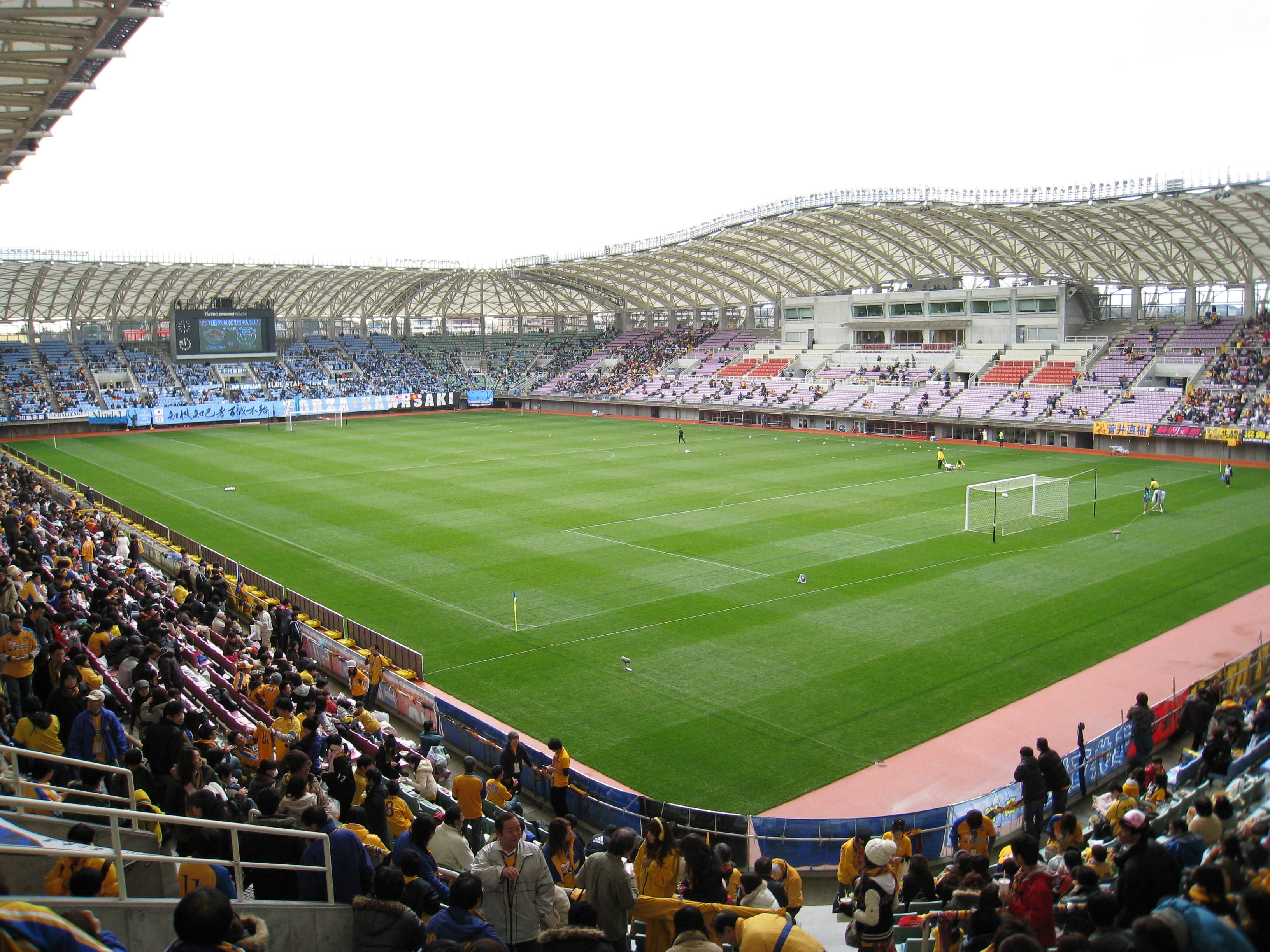
球場內觀（2009年12月）

## 外部鏈接
- 仙台市政府官方網站 （页面存档备份，存于）
- 財団法人仙台市公園緑地協會官方網站 （页面存档备份，存于）
- 仙台維加泰官方網站 （页面存档备份，存于）